# David van der Hoeven
David van der Hoeven (1969) is een Nederlandse schaker met FIDE-rating 2146 in 2017.
In 2000 werd hij Nederlands kampioen in het correspondentieschaak in een toernooi dat door de NBC georganiseerd werd. In 2003 won hij het "xxx Aniversario APA Magazine" toernooi hetgeen hem ook de titel internationaal meester ICCF bezorgde. Een paar maanden later won hij ook het "Veinger Memorial" wat hem de titel van grootmeester opleverde. Adri de Groot, de tweede Nederlandse deelnemer, eindigde op de 5e plaats.